# 篠山県立自然公園
篠山県立自然公園（ささやまけんりつしぜんこうえん）は愛媛県指定の自然公園である。
1964年（昭和39年）3月21日、県立自然公園に指定された。1972年（昭和47年）11月10日に足摺宇和海国立公園が指定された際に篠山県立自然公園の中心部篠山山頂周辺が国立公園に編入された。面積は821.9ha。所在地は宇和島市、愛南町。
愛媛・高知両県境にそびえる篠山を中心として、比較的急斜面で南北に広がる国有林の山腹一帯を占めている。山頂からの眺望は四方に開け、宇和海並びに内陸部の山並みが、実に雄大かつ変化に富み、県下でも代表的な展望所の一つである。山頂付近はアケボノツツジの大群落や、ハリモミ、コウヤマキなど、貴重な植物が多く、優れた景観を呈する。
横吹渓谷は延長約1.5kmの渓流で、滝や渕の渓谷美に富み、両岸の樹林は崩壊防止林として自然状態がよく保持されている。